# Monte di Trearie
Il Monte di Trearie è una montagna della catena montuosa dei Nebrodi, in Sicilia. 
Essa è ubicata nei comuni di Tortorici e Randazzo, circa 7 km a sud-ovest in linea d'aria del centro abitato di Floresta, il comune più alto della Sicilia. Nel versante settentrionale del rilievo si trova l'omonimo lago, uno specchio d'acqua naturale di circa 10 ha di estensione che con i suoi 1435 m s.l.m. rappresenta il lago più alto della regione. 
Le pendici del monte si presentano fittamente boscose nel versante meridionale, occidentale e orientale mentre la zona sommitale e intorno al lago si presenta relativamente disboscata, con un'ampia zona priva di una fitta copertura forestale e ricca di ampi pascoli nei quali si possono incontrare mucche e cavalli sanfratellani.